# Галенко, Иосиф Афанасьевич
Галенко Иосиф Афанасьевич (2 [15] ноября 1910, Ивановка, Херсонская губерния — 13 августа 1981, Кривой Рог, Днепропетровская область) — машинист-экскаваторщик, передовик производства в строительстве, Герой Социалистического Труда (1963).

## Биография
Родился 2 (15) ноября 1910 года в селе Ивановка (ныне село Вишневцы, Онуфриевский район, Кировоградская область, Украина). Детство и юность провёл в родном селе, занимался сельским хозяйством. Образование среднее.
В 1930—1933 годах служил в рядах РККА. После увольнения в запас прошёл курс электросварщика в школе ФЗО в Донбассе. Трудовой путь начал электросварщиком на Ворошиловградском паровозостроительном заводе имени Октябрьской революции. С 1934 года работал машинистом экскаватора. В 1934—1950 годах — машинист экскаватора на строительстве каналов в Армении, Донбассе, на Северном Кавказе. С 1934 года строил Краматорский металлургический завод, электростанцию в Армении. В 1943—1950 годах восстанавливал шахты Донбасса, строил Кураховскую ГРЭС.
С 1950 года работал на промышленных стройках Кривбасса. В 1963 году возглавил первую в УССР комплексную экскаваторную бригаду Криворожского специализированного строительного управления № 625 треста «Укргидроспецфундаментстрой». Отличился на строительстве криворожских ГОКов, каналов Северский Донец — Донбасс и Днепр — Кривой Рог, строил домны Криворожстали. Был бригадиром экскаваторной бригады до 1981 года.
В 1930-е годы признавался лучшим машинистом экскаватора в строительной отрасли, выдающийся строитель УССР, работая бригадиром машинистов-экскаваторщиков достиг значительных производственных успехов. Стахановец, инициатор трудовых начинаний, задачи семилетки (1959—1965) выполнил за три года. Возглавляемая им экскаваторная бригада не раз добивалась рекордных результатов — плановые задания выполнялись на 180—200%, задачи девятой пятилетки были выполнены за два года и два месяца. Стал известен как инициатор создания комплексных хозрасчётных экскаваторных бригад. Рационализатор, усовершенствовал ковш экскаватора, впервые в СССР внедрил узловой метод ремонта экскаваторов, что повысило производительность труда и существенно сократило сроки ремонта техники. Организатор школы передового опыта.
Член КПСС с 1958 года. Депутат Верховного Совета СССР 6—8-го созывов (1961—1970). На XXII и XXIII съездах Компартии Украины избирался членом Центрального Комитета.
Уммер 13 августа 1981 года в городе Кривой Рог.

## Награды
- Герой Социалистического Труда (7 февраля 1963) — указом Президиума Верховного Совета СССР от 7 февраля 1963 года за выдающиеся производственные успехи, достигнутые на строительстве каналов Северный Донец-Донбасс, Днепр-Кривой Рог, с вручением ордена Ленина и золотой медали «Серп и Молот»;
- орден Трудовой Славы 3-й степени;
- орден Октябрьской Революции;
- орден Дружбы народов;
- серебряная медаль ВДНХ;
- бронзовая медаль ВДНХ;
- Почётная грамота Президиума Верховного Совета УССР;
- Заслуженный строитель УССР;
- Почётный гражданин Кривого Рога (25 марта 1975)[3];
- медали.

## Память
- Именем названа улица в Кривом Роге[4];
- Имя на Стеле Героев в Кривом Роге.